# 대산도서관
대산도서관(大山圖書館)은 충청남도 서산시 대산읍 대산리 소재의 공공도서관이다. 1996년 11월 21일 서산시립도서관의 분관으로 충청남도 서산시 대산읍 대산리에 개관하였다.

## 연혁
- 1996. 08. 30. 서산시립대산도서관 준공
- 1996. 11. 21. 서산시립대산도서관 개관

## 시설현황
- 대지 1,774평, 건평 264평, 개량 한옥
- 지하 1층, 지상 2층의 건물 내 자료실, 열람실, 휴게실 설비
- 지하: 서고, 휴게실, 보일러실, 창고
- 1층: 사무실, 종합자료실(6석)
- 2층: 유아자료실(26석), 디지털자료실(12석), 일반열람실(32석), 학생열람실(50석)
- 도서관 내부 주차장 및 인근 공영 주차장 완비

## 소장자료
- 도서 자료 95,593권, 디지털 자료 1,301개 보유(2017년 5월 31일 현재)
- 정기간행물 18종과 신문 14종 구독 및 비치
- 주요 사업으로 독서문화프로그램, 독서회 운영 등 대시민 프로그램 진행

## 시설 사진

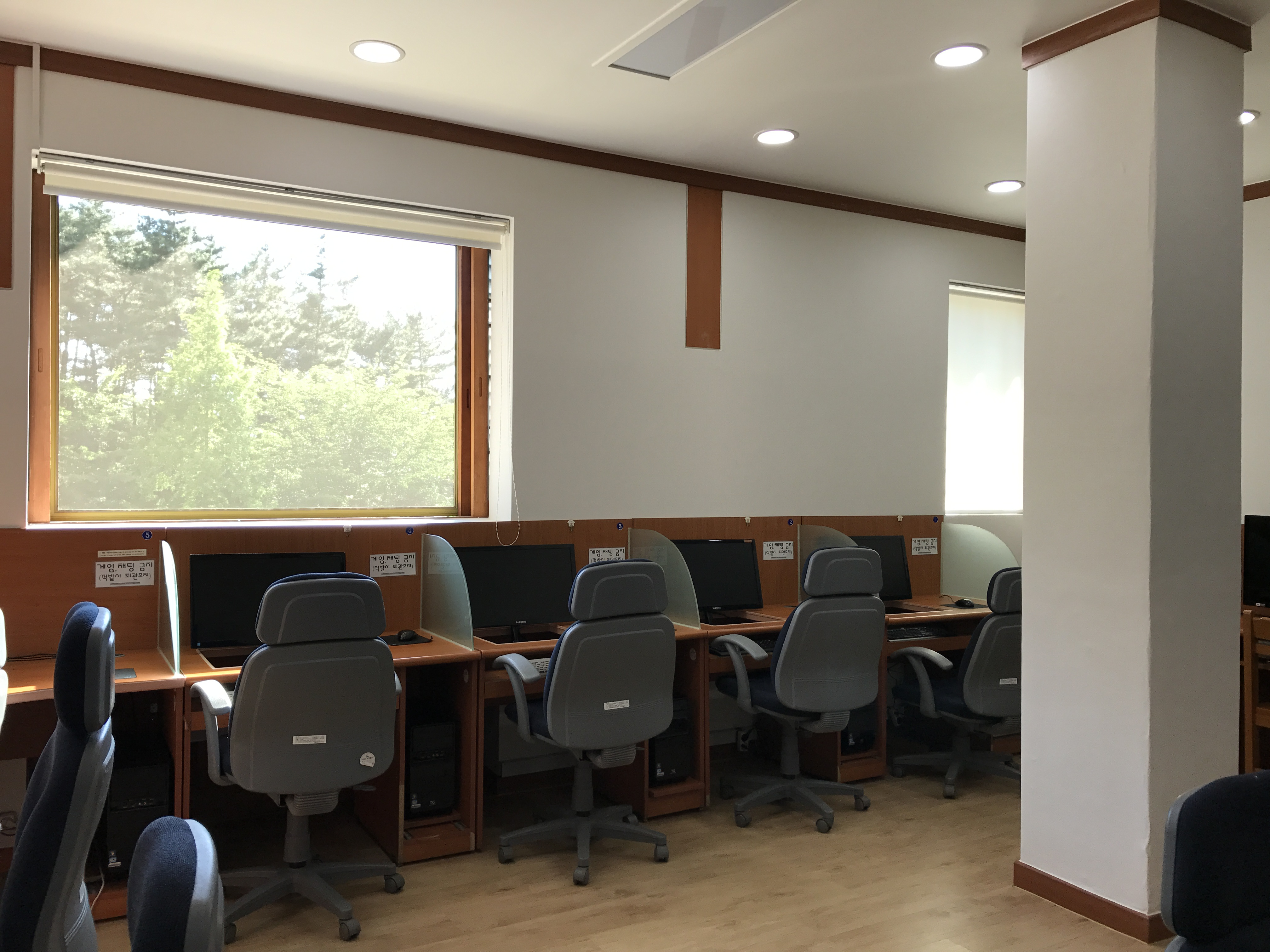
대산도서관디지털자료실
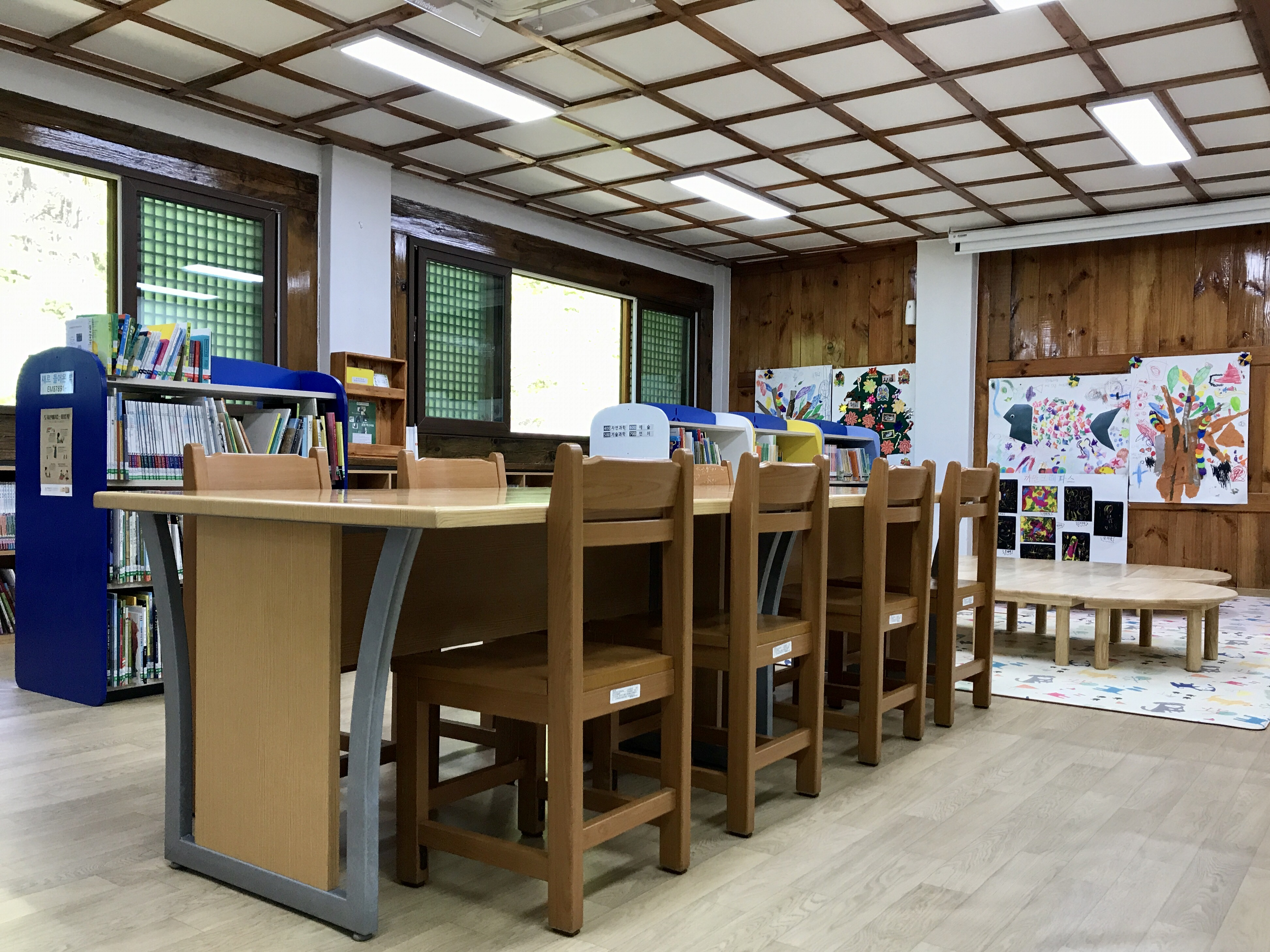
대산도서관유아자료실
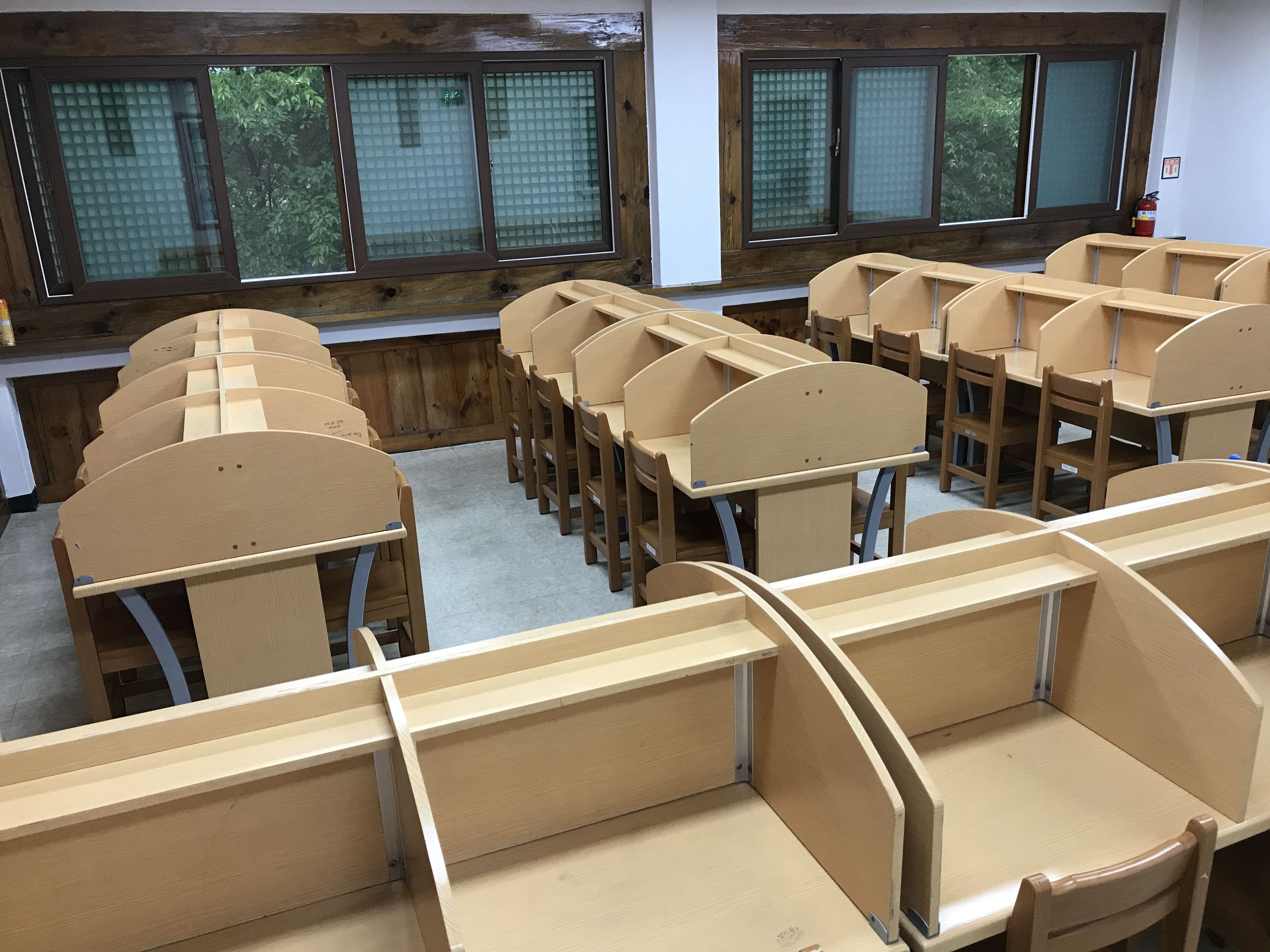
대산도서관일반열람실
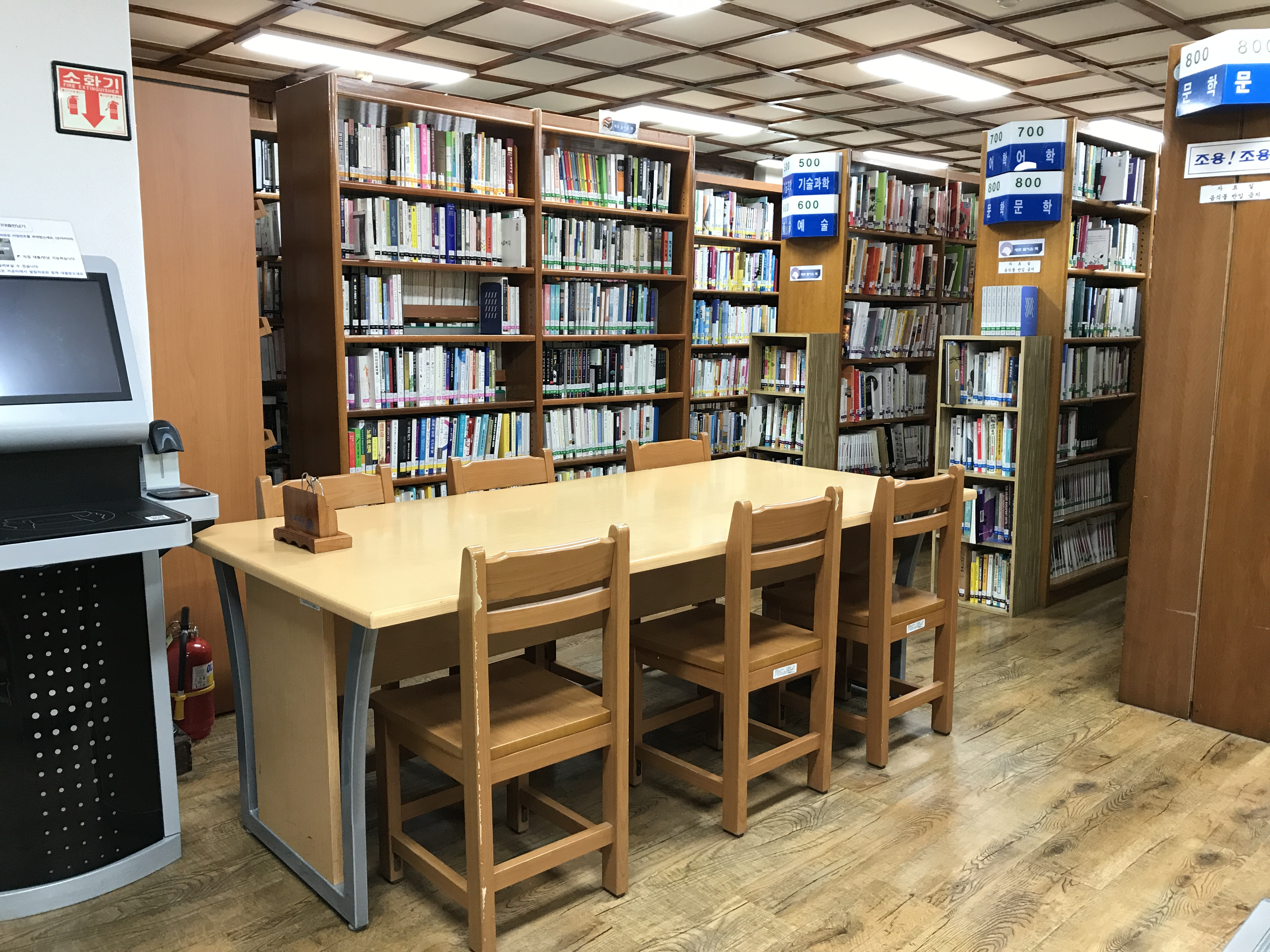
대산도서관종합자료실
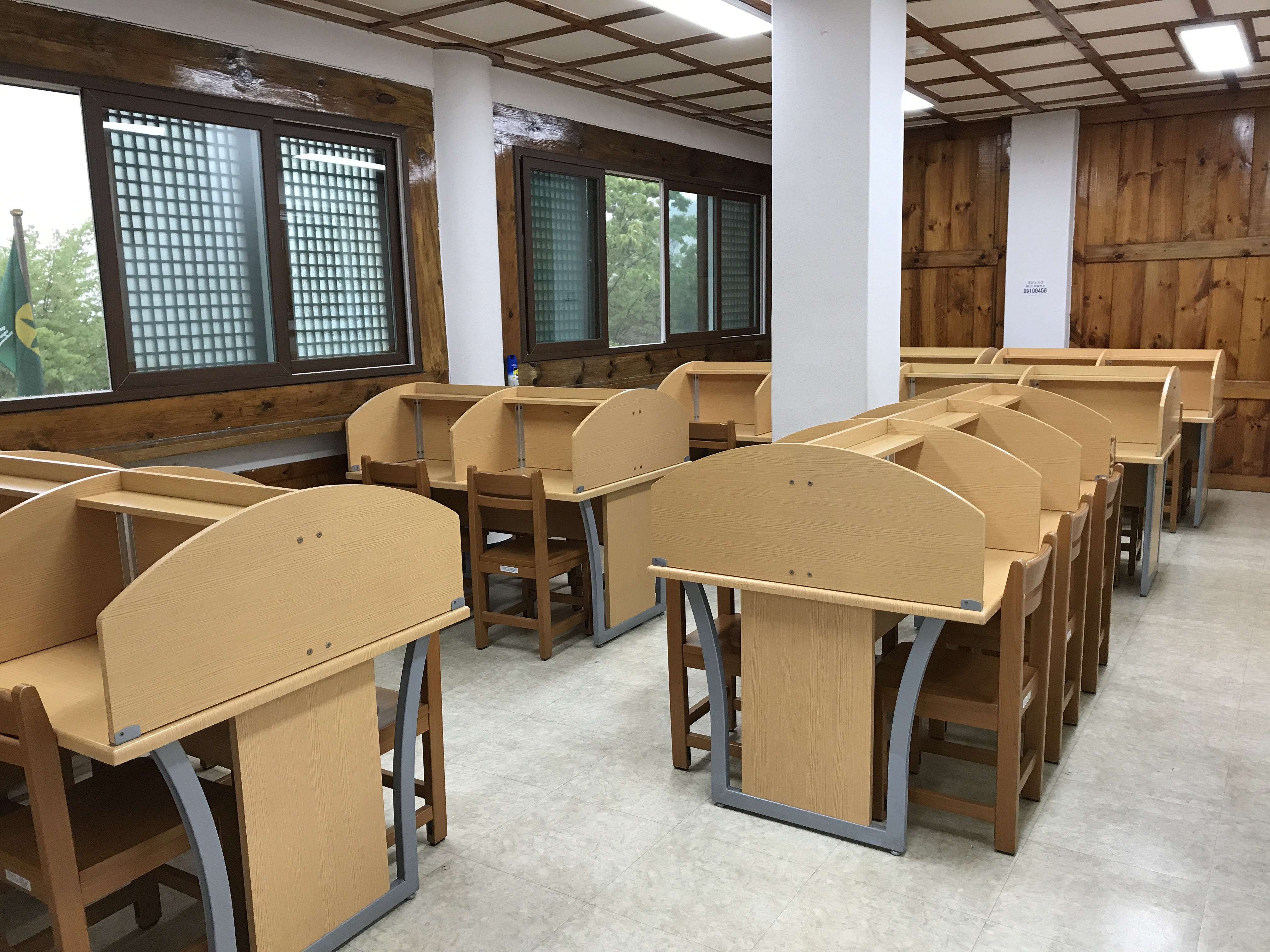
대산도서관학생열람실
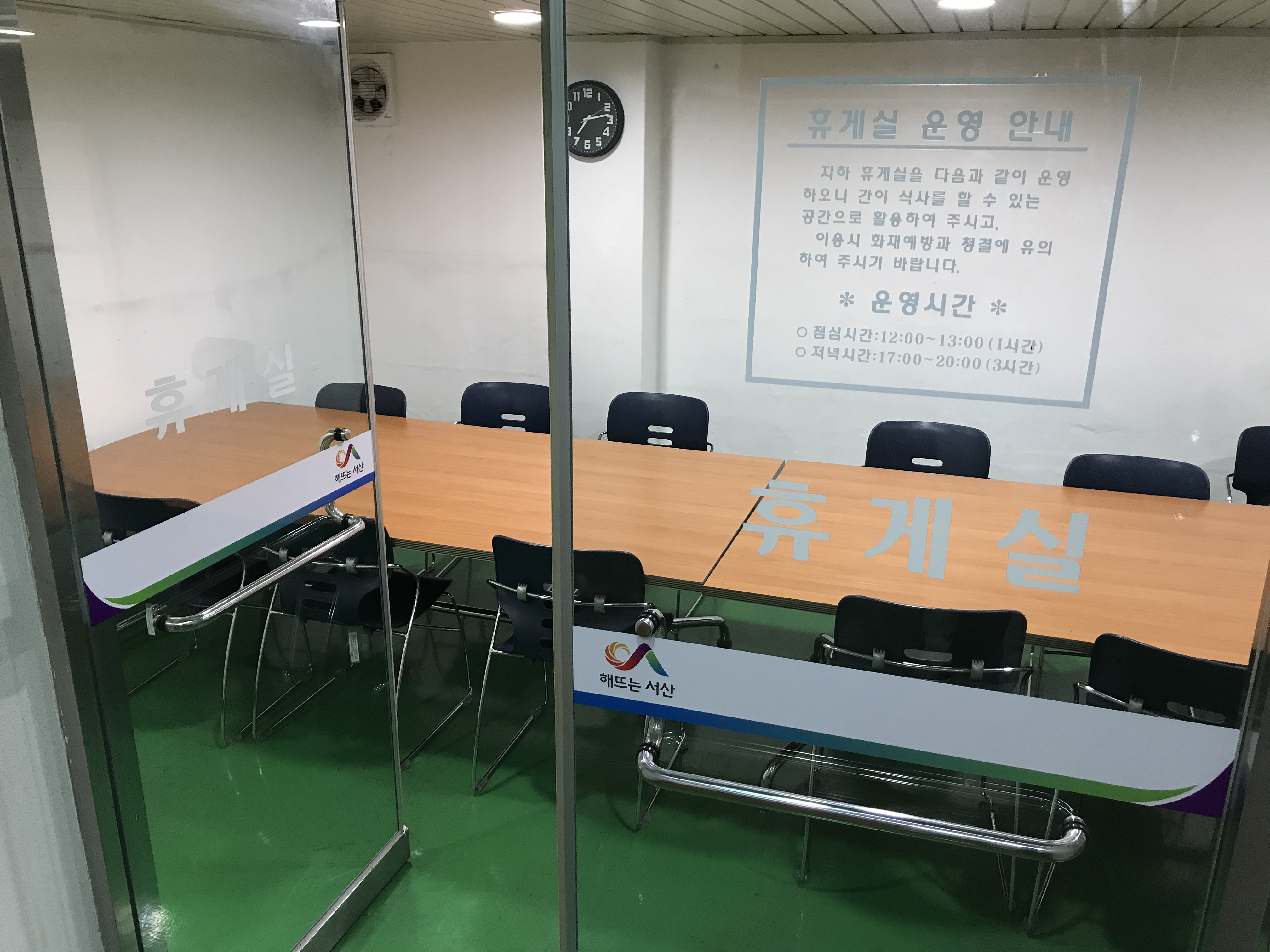
대산도서관휴게실